# Who's Gonna Save Us
Who's Gonna Save Us is een nummer van de Amerikaanse zanger Gavin DeGraw uit 2013. Het is de tweede single van zijn vijfde studioalbum Make a Move.
Na het vrolijke Best I Ever Had komt DeGraw met "Who's Gonna Save Us" met een wat serieuzer nummer. Het nummer, dat gaat over een onzekere relatie, flopte in Amerika maar werd wel een klein succesje in het Nederlandse taalgebied. In Nederland bereikte het de 5e positie in de Tipparade, en in Vlaanderen de 31e positie in de Tipparade. Hiermee was de plaat minder succesvol dan de voorganger.